# العشارنه
العشارنه (به عربی: العشارنة) یک روستا در سوریه است که در ناحیه سلحب واقع شده‌است. العشارنه ۶٬۳۴۷ نفر جمعیت دارد.